# Skogsö
För andra betydelser, se Skogsö (olika betydelser).

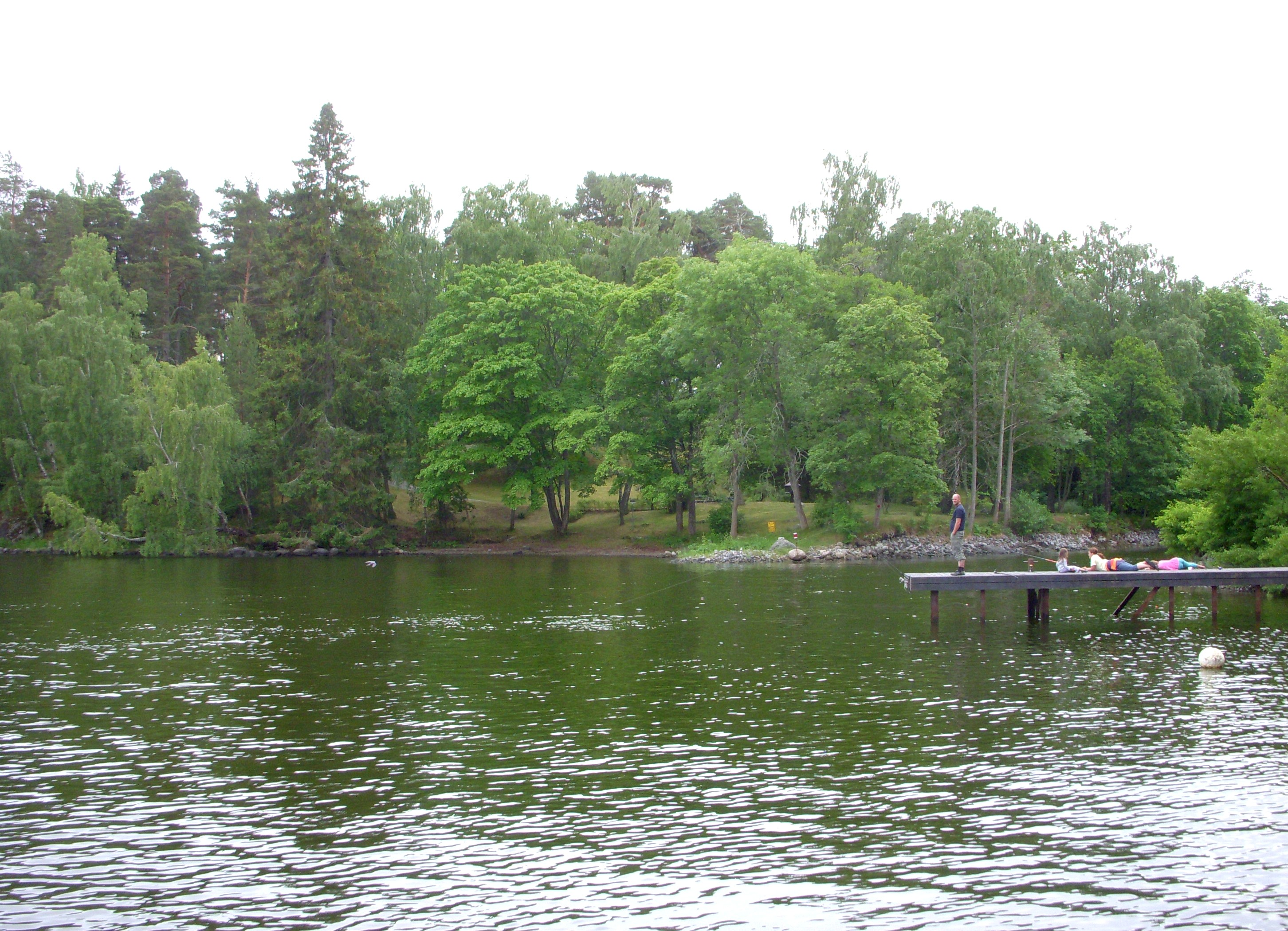
Skogsö vid Baggenstäkets västra del, vy mot syd.

Skogsö är en halvö i norra delen av Saltsjöbaden, Nacka kommun. I väster gränsar den till Igelboda, i söder till Neglinge, i norr till Baggensstäket och i öster till Baggensfjärden. Delar av halvön är bebyggd med villor från 1900-talet som bildar en småort, resten är skogklädd, och mitt på halvön ligger Skogsö träsk. Längs norra stranden finns Skogsö kapell med Saltsjöbadens kyrkogård. Här finns även resterna av Stäket redutt som är en skans från 1720-talet. Längst i öster ligger begravningsplatsen Boo gamla kyrkogård. En stor del av Skogsö ingår i Skogsö naturreservat, bildat 1997.

## Historisk mark

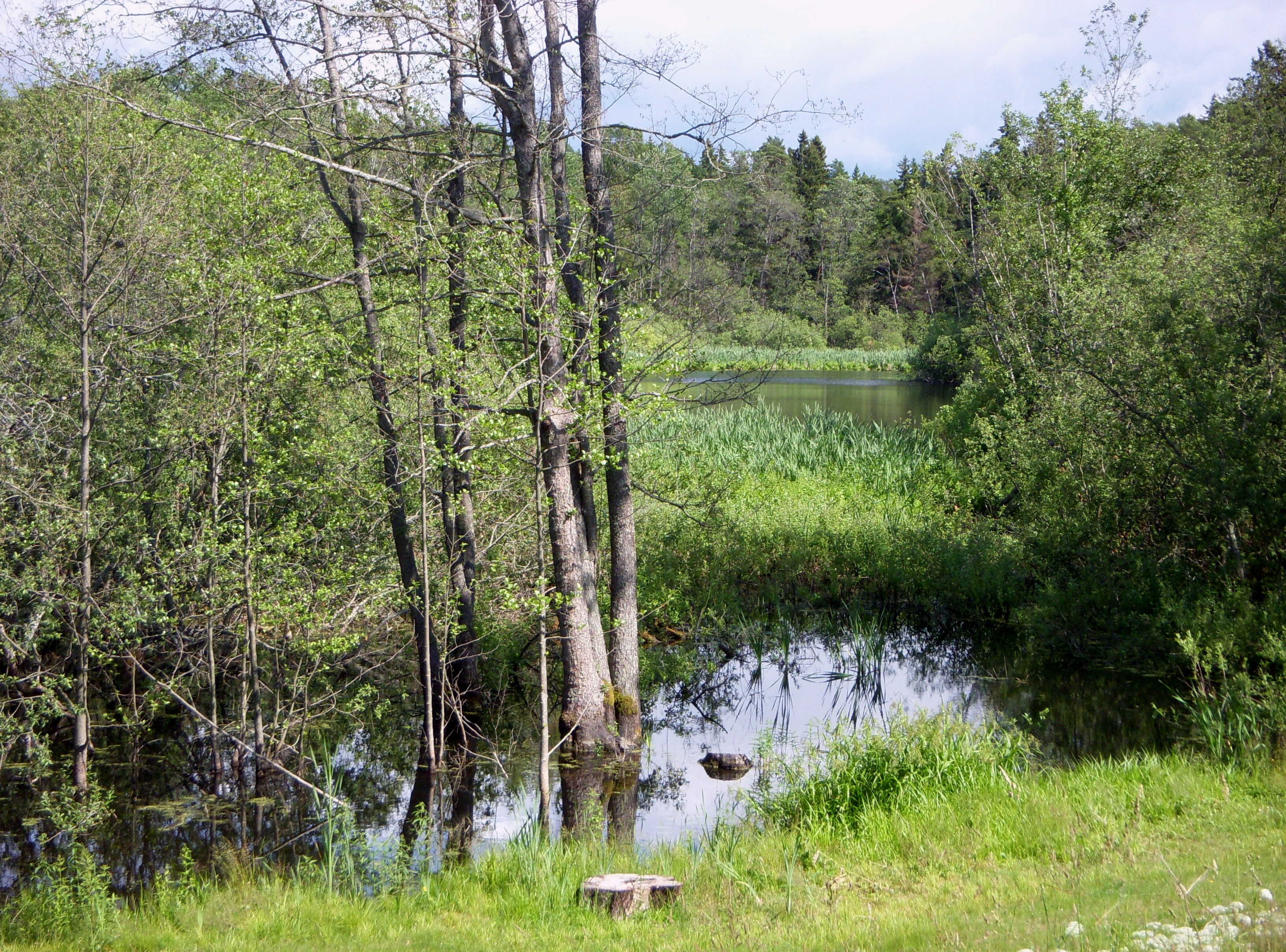
Skogsö träsk.

På Skogsö finns många minnen om historiska tider, bland annat gravar från vikingatiden. Åtminstone från medeltiden och framåt låg där ett bondhemman med samma namn, först belagt i skrift år 1499.
På 1600-talet anlades här Boo gamla kyrkogård. På Skogsö utkämpades i augusti 1719 Slaget vid Stäket där numerärt underlägsna svenska trupper lyckades avvärja ett ryskt flottangrepp. Huvuddrabbningen ägde rum på Träskängen strax norr om Skogsö träsk. Skogsömonumentet restes 1905 av Föreningen för Stockholms fasta försvar för att påminna om denna händelse som ett led i föreningens försvarsvänliga propaganda.

## Natur och odling
Terrängen är kuperad med skogklädda höjdryggar som avlöses av dalstråk med öppna ängs- och hagmarker. Mot Baggenstäket reser sig en förkastningsbrant. Dagens lertäckta dalgångar var havsvikar för cirka 2000 år sedan. Genom landhöjningen övergick dessa områden till strand- och fuktängar som senare blev till bördig åkermark. Mitt i reservatet ligger Skogsö träsk, som för cirka 1000 år sedan fortfarande hängde ihop med de omgivande havsvikarna.
På en topografisk karta från 1895 framgår att de största arealen med åkermark fanns i dalstråket norr om Skogsö träsk. 1940 upphörde jordbruket. I bergssluttningen hundra meter väster om korsningen Skogsövägen/ Moranvägen finns jättegrytor från istiden.

## Bilder

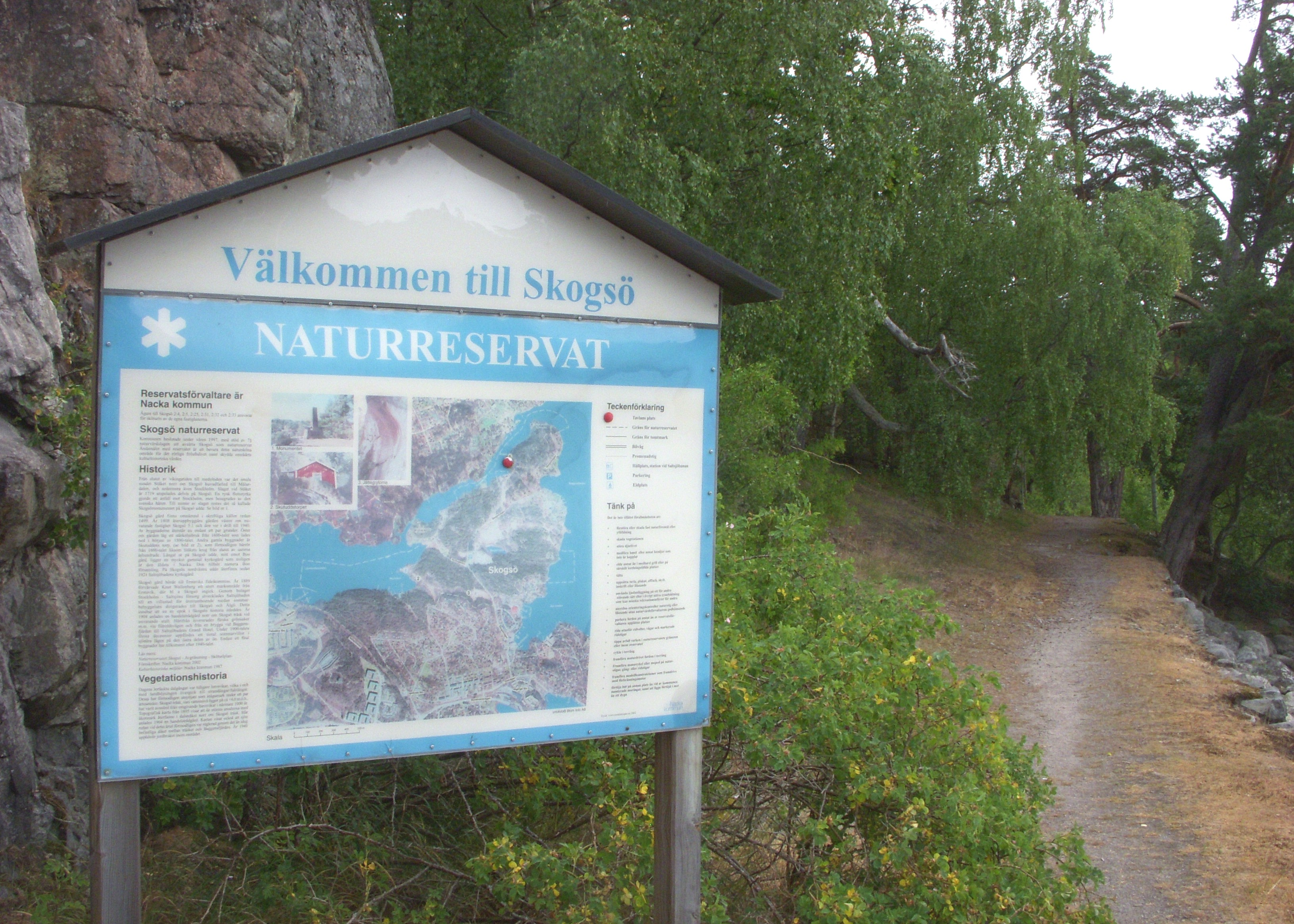
Skogsö naturreservat
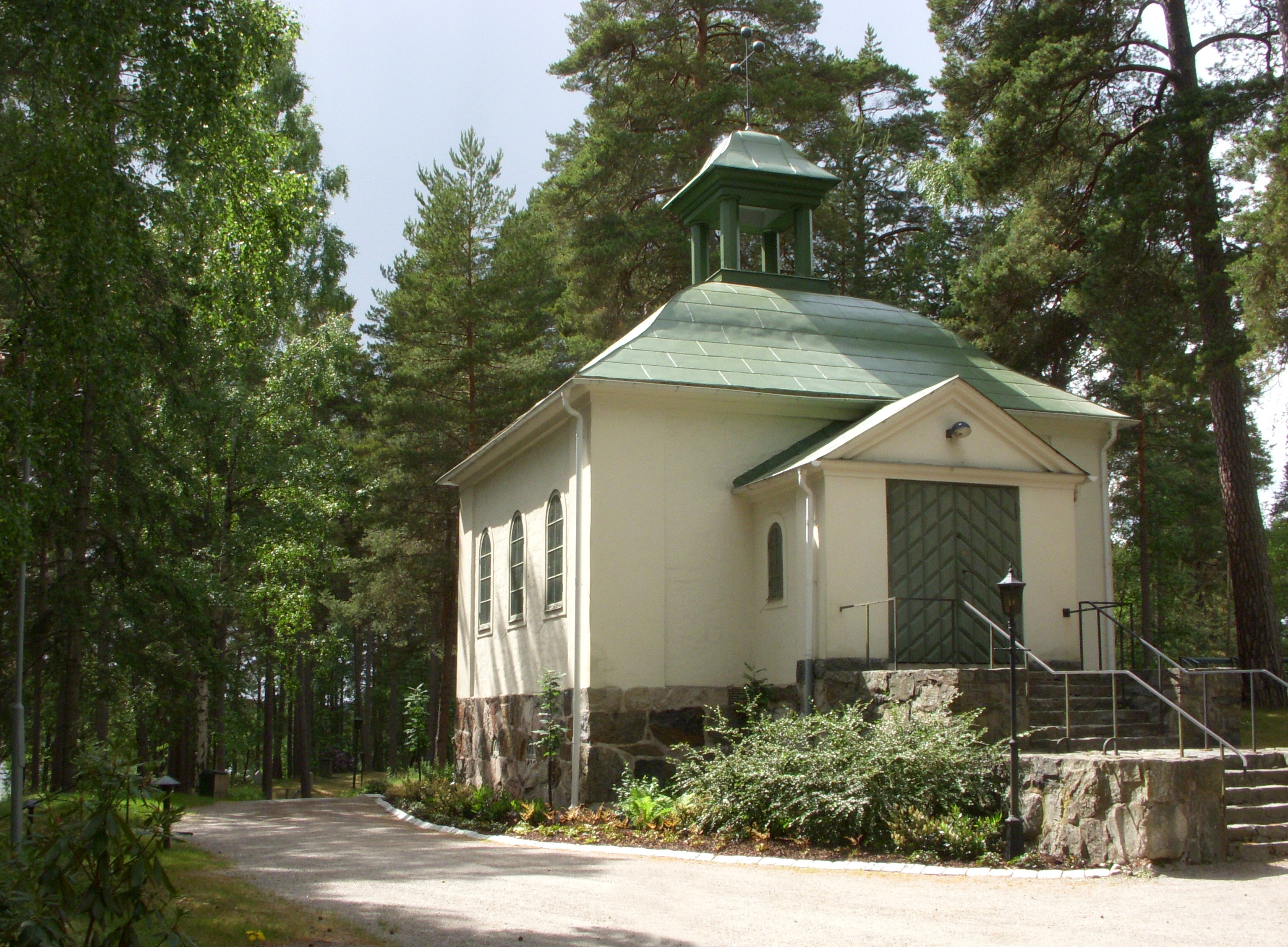
Skogsö kapell
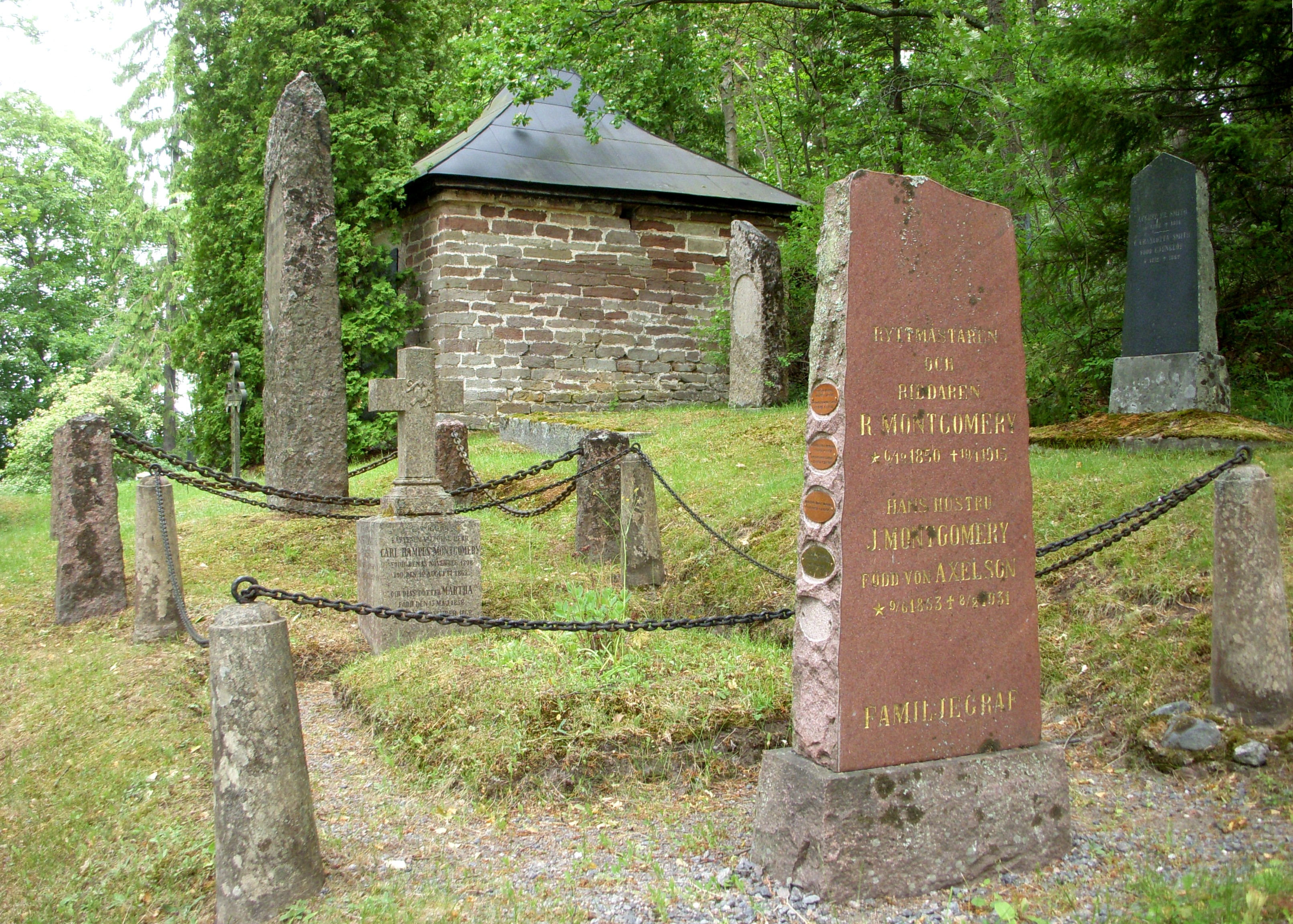
Boo gamla kyrkogård
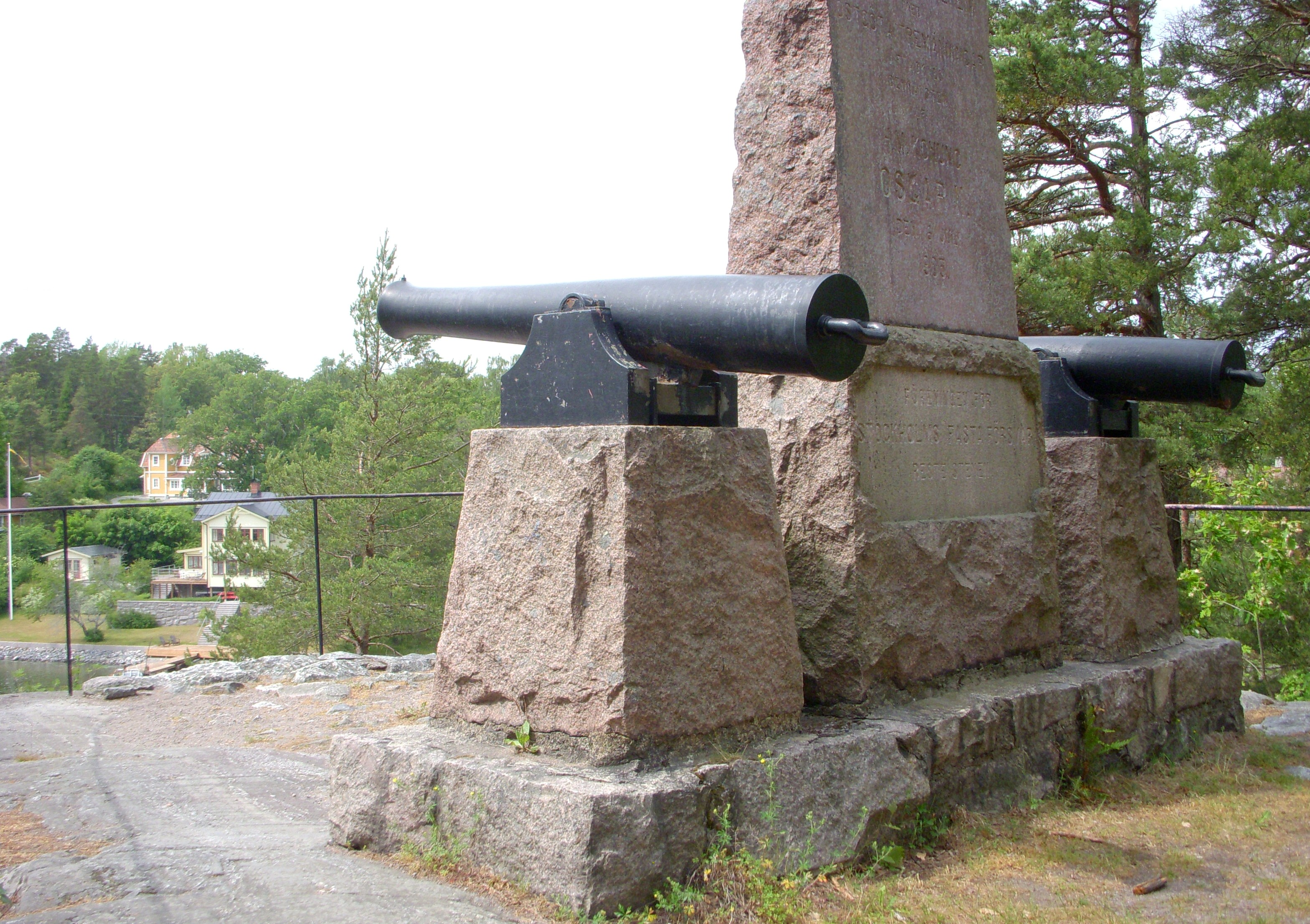
Skogsömonumentet

## Webbkällor
- Nacka kommun: Natur och parker
- Nacka kommun: Skogsö naturreservat
- Informationstavla på platsen